# Силасесквітіани
Силасесквітіани (англ. silasesquithianes) — хімічні сполуки, в яких кожен атом силіцію з‘єднаний з трьома атомами сірки, а кожен атом сірки приєднаний до двох атомів силіцію, отже, мають загальну формулу (SiH)2nS3n. Сюди звичайно також включають гідрокарбільні похідні.